# 2285 Ron Helin
2285 Ron Helin је астероид главног астероидног појаса чија средња удаљеност од Сунца износи 2,220 астрономских јединица (АЈ).
Апсолутна магнитуда астероида је 14,3.